# Gammarus dabanus
Gammarus dabanus is een vlokreeftensoort uit de familie van de Gammaridae. De wetenschappelijke naam van de soort is voor het eerst geldig gepubliceerd in 2000 door Tachteew & Mekhanikova.